# 汉斯-约阿希姆·雷斯克

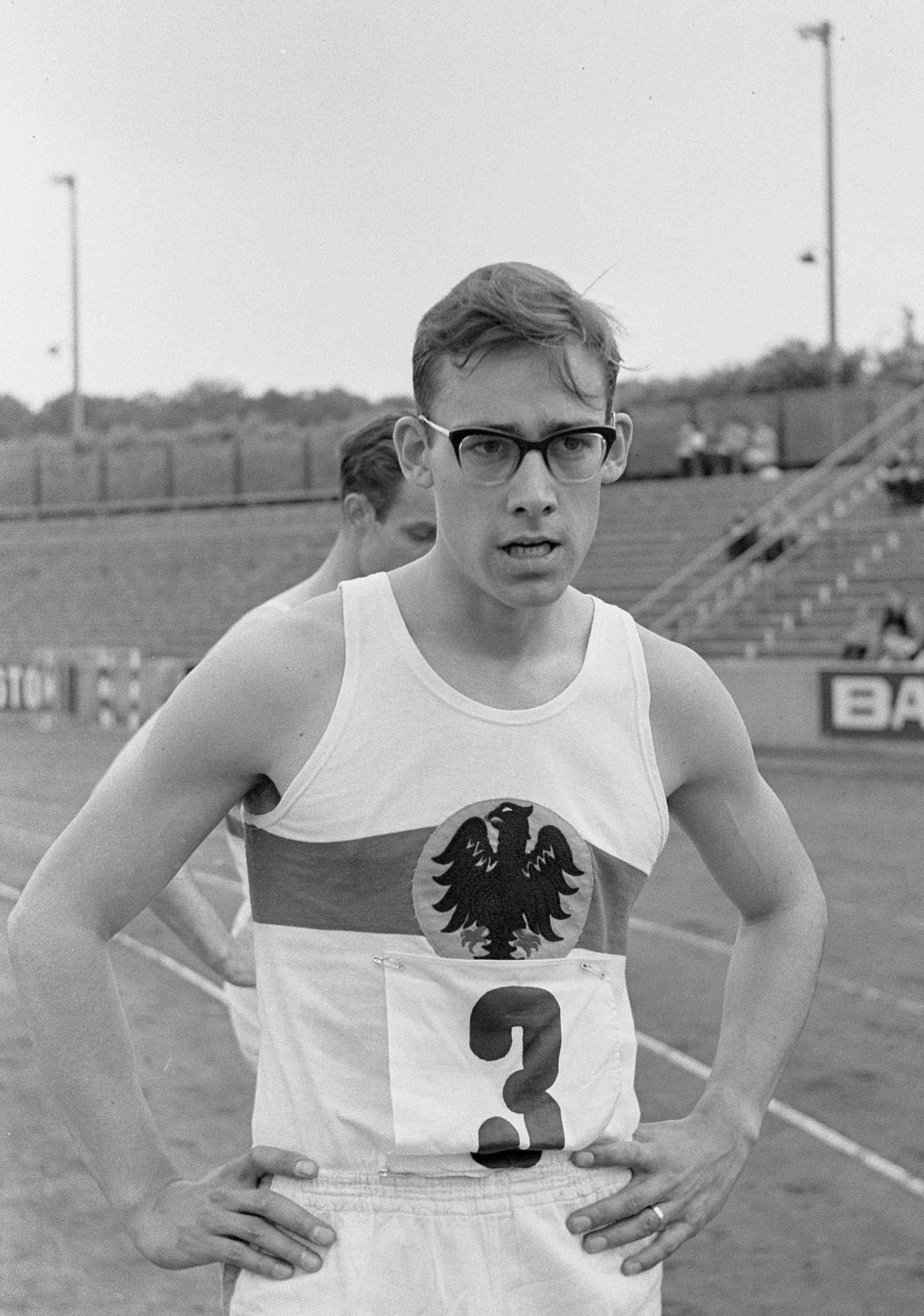
汉斯-约阿希姆·雷斯克(攝於1963年)

汉斯-约阿希姆·雷斯克（德語：Hans-Joachim Reske，1940年4月9日—），德国男子田径运动员。他曾代表德国联队参加1960年夏季奥林匹克运动会田径比赛，获得男子4×400米接力银牌。